# La perla del Chira
«La perla del Chira» es un tondero peruano compuesto en 1945 por el folklorista Guillermo Riofrío Morales e interpretada por la cantante Maritza Rodríguez. La canción es todo un homenaje a las gentes y la cultura de Sullana, ciudad de la costa norte peruana que es denominada de esa manera. «La perla del Chira» es considerado como el segundo himno de Sullana.
En 2017, durante el II Festival del Tondero en Sullana, más de 700 parejas danzaron al ritmo de esta canción.

## Referencias en la canción

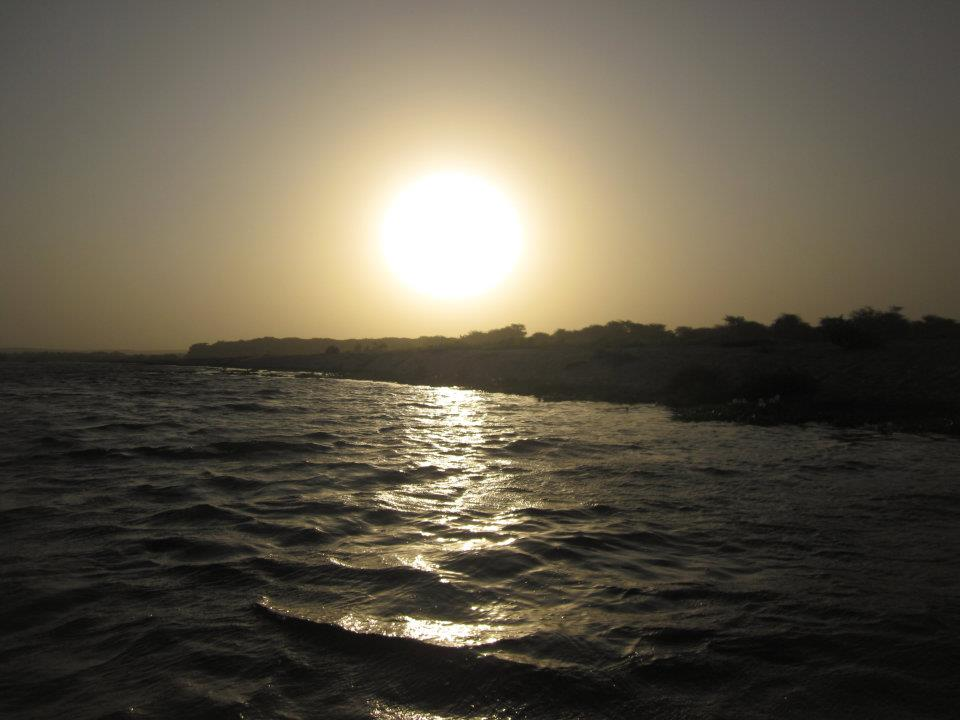
El río Chira.